# Юсдаль (комуна)
Комуна Юсдаль (швед. Ljusdals kommun) — адміністративно-територіальна одиниця місцевого самоврядування, що розташована в лені Євлеборг.
Юсдаль 20-а за величиною території комуна Швеції. Адміністративний центр комуни — місто Юсдаль.

## Населення
Населення становить 18 913 чоловік (станом на вересень 2012 року). 
| Кількість населення комуни Юсдаль за 1970-2010 роки | Кількість населення комуни Юсдаль за 1970-2010 роки | Кількість населення комуни Юсдаль за 1970-2010 роки | Кількість населення комуни Юсдаль за 1970-2010 роки | Кількість населення комуни Юсдаль за 1970-2010 роки |
| --------------------------------------------------- | --------------------------------------------------- | --------------------------------------------------- | --------------------------------------------------- | --------------------------------------------------- |
| Рік                                                 |                                                     |                                                     | Населення                                           |                                                     |
| 1970                                                | 1970                                                |                                                     | 22 462                                              | 22 462                                              |
| 1975                                                | 1975                                                |                                                     | 21 868                                              | 21 868                                              |
| 1980                                                | 1980                                                |                                                     | 21 595                                              | 21 595                                              |
| 1985                                                | 1985                                                |                                                     | 21 161                                              | 21 161                                              |
| 1990                                                | 1990                                                |                                                     | 21 163                                              | 21 163                                              |
| 1995                                                | 1995                                                |                                                     | 20 785                                              | 20 785                                              |
| 2000                                                | 2000                                                |                                                     | 20 006                                              | 20 006                                              |
| 2005                                                | 2005                                                |                                                     | 19 384                                              | 19 384                                              |
| 2010                                                | 2010                                                |                                                     | 19 065                                              | 19 065                                              |
| Джерело: SCB                                        |                                                     |                                                     |                                                     |                                                     |

## Населені пункти
Комуні підпорядковано 8 міських поселень (tatort) та низка сільських, більші з яких:
- Юсдаль (Ljusdal)
- Феріла (Färila)
- Гибу (Hybo)
- Єрвше (Järvsö)
- Лілльгага (Lillhaga)
- Лус (Los)
- Нуре (Nore)
- Таллосен (Tallåsen)

## Міста побратими
Комуна підтримує побратимські контакти з такими муніципалітетами:
- Комуна Тюнсет, Норвегія
- Ікаалінен, Фінляндія
- Гламсб'єрг, Данія
- Вінні, Естонія
- Шлібен, Німеччина

## Галерея

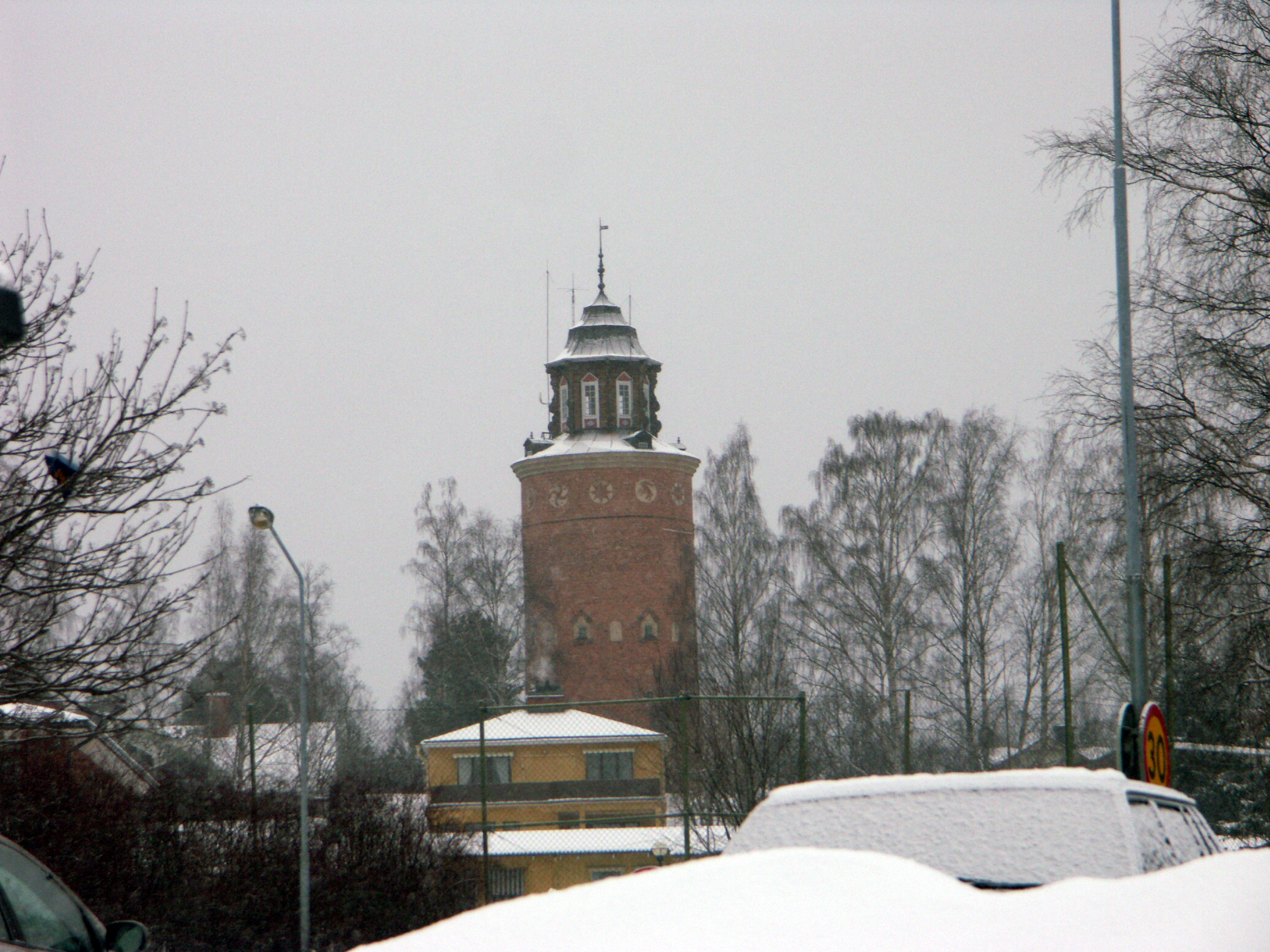
Водонапірна вежа (Юсдаль)
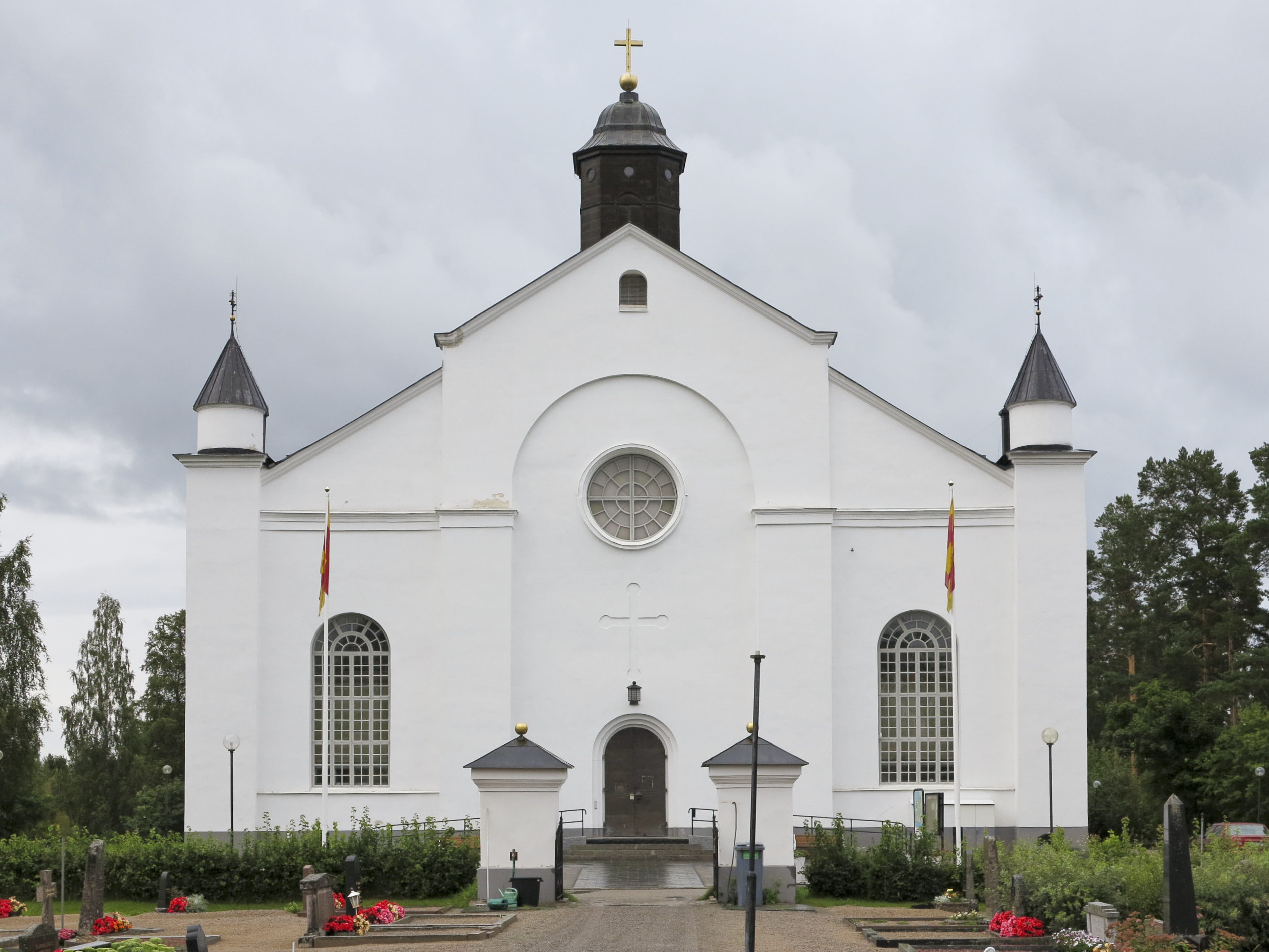
Церква (Єрвше)
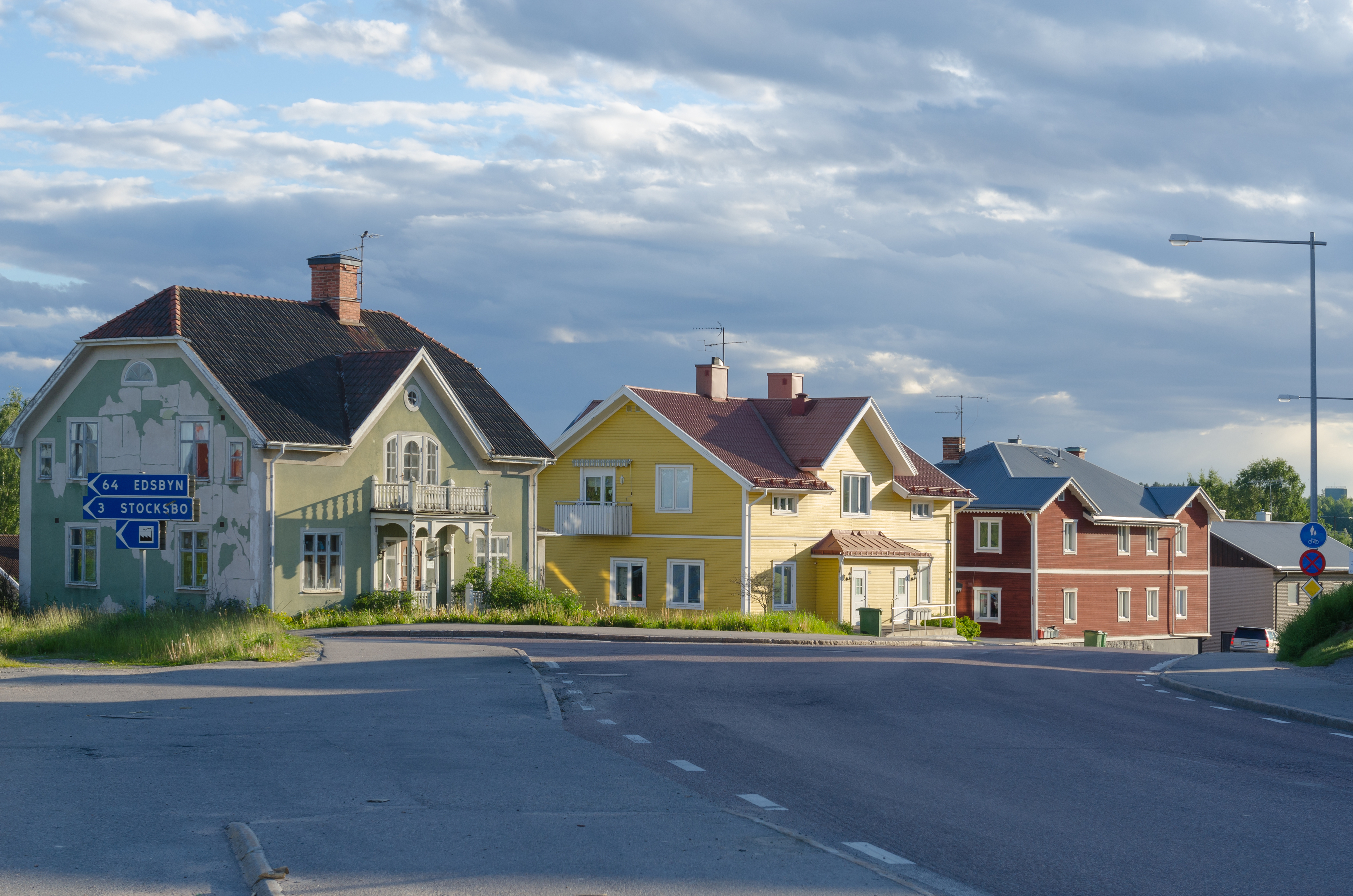
Містечко Феріла
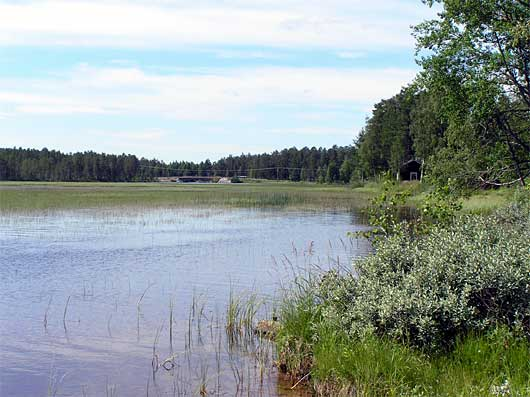
Озеро Рулльбушен

## Виноски
1. ↑  https://www.svt.se/nyheter/lokalt/gavleborg/senaste-nytt-om-valet-2022-i-gavleborgs-lan?inlagg=ba049e45527e896fb1e1c53d556b208a
2. ↑  https://www.svt.se/nyheter/lokalt/gavleborg/efter-mutatalet
3. 1 2 3 4 5 6 7 8 9 10 11 12  https://wikimedia.se/2022/01/19/nu-kan-vi-fa-veta-vilka-som-har-varit-kommunalrad-i-sverige/
4. ↑  Folkmangd i riket, lan och kommuner (шв.) . Центральне бюро статистики Швеції. Архів оригіналу за 20 серпня 2013. Процитовано 3 лютого 2013.